# Macedo de Cavaleiros
Macedo de Cavaleiros (mɐ'sedu dɨ kɐvɐ'lɐiɾuʃ) è un comune portoghese di 17 449 abitanti situato nel distretto di Braganza.

## Società

### Evoluzione demografica
| Popolazione di Macedo de Cavaleiros (1864 – 2004) | Popolazione di Macedo de Cavaleiros (1864 – 2004) | Popolazione di Macedo de Cavaleiros (1864 – 2004) | Popolazione di Macedo de Cavaleiros (1864 – 2004) | Popolazione di Macedo de Cavaleiros (1864 – 2004) | Popolazione di Macedo de Cavaleiros (1864 – 2004) | Popolazione di Macedo de Cavaleiros (1864 – 2004) | Popolazione di Macedo de Cavaleiros (1864 – 2004) | Popolazione di Macedo de Cavaleiros (1864 – 2004) |
| ------------------------------------------------- | ------------------------------------------------- | ------------------------------------------------- | ------------------------------------------------- | ------------------------------------------------- | ------------------------------------------------- | ------------------------------------------------- | ------------------------------------------------- | ------------------------------------------------- |
| 1864                                              | 1900                                              | 1930                                              | 1960                                              | 1981                                              | 1991                                              | 2001                                              | 2004                                              |                                                   |
| 17208                                             | 19200                                             | 19781                                             | 26199                                             | 21608                                             | 18930                                             | 17449                                             | 17210                                             |                                                   |

## Freguesias
| - Ala - Amendoeira - Arcas - Bagueixe - Bornes - Burga - Carrapatas - Castelãos - Chacim - Cortiços - Corujas - Edroso - Espadanedo - Ferreira - Grijó | - Lagoa - Lamalonga - Lamas - Lombo - Macedo de Cavaleiros - Morais - Murçós - Olmos - Peredo - Podence - Salselas - Santa Combinha - Sezulfe | - Soutelo Mourisco - Talhas - Talhinhas - Vale Benfeito - Vale da Porca - Vale de Prados - Vilar do Monte - Vilarinho de Agrochão - Vilarinho do Monte - Vinhas |